# 埃斯里奇 (蒙大拿州)
埃斯里奇（英語：Ethridge）是位於美國蒙大拿州圖勒縣的非建制地區。

## 歷史
埃斯里奇的郵局自1912年營運至今。

## 地理
埃斯里奇所處的海拔為高於海平面1080米（即3543英呎），而該地所採用的時區為UTC-6，即北美山地時區（MST）。同時該地設有夏令時間，為UTC-7調快一小時，即UTC-6（MDT）。